# Simon Antoine Jean L'Huillier

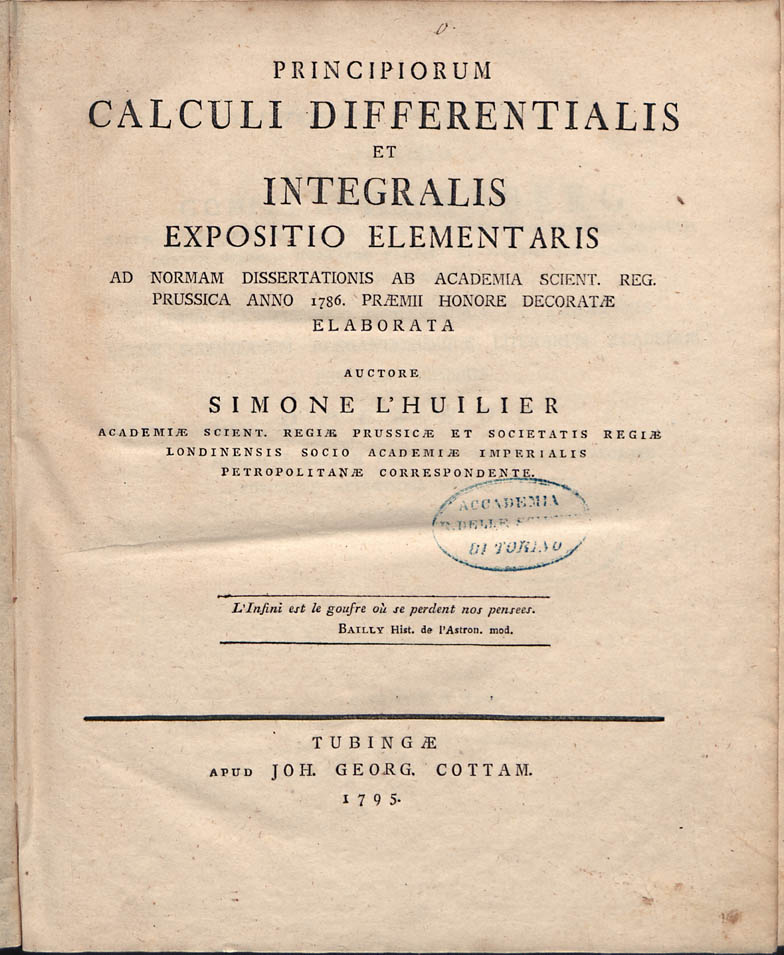
Principiorum calculi differentialis et integralis expositio elementaris, 1795

Simon Antoine Jean L'Huilier (Gênova, 27 de abril de 1750 – Gênova, 28 de março de 1840) foi matemático suíço de ascendência francesa. É conhecido pelos seus trabalhos de análise matemática e topologia e, em particular, a generalização da fórmula de Euler para grafos planares.